# Chiesa di San Giovanni in Val di Lago
San Giovanni in Val di Lago è un'antica chiesa cattolica romana in stile rinascimentale, ora in rovina; il santuario è situato al di fuori della città di San Lorenzo Nuovo, provincia di Viterbo, Lazio, Italia. Questa caratteristica chiesa rurale si trova inoltre lungo il percorso dell'antica via Francigena, che in questa zona del Lazio lambiva la parte orientale del lago di Bolsena.

## Storia

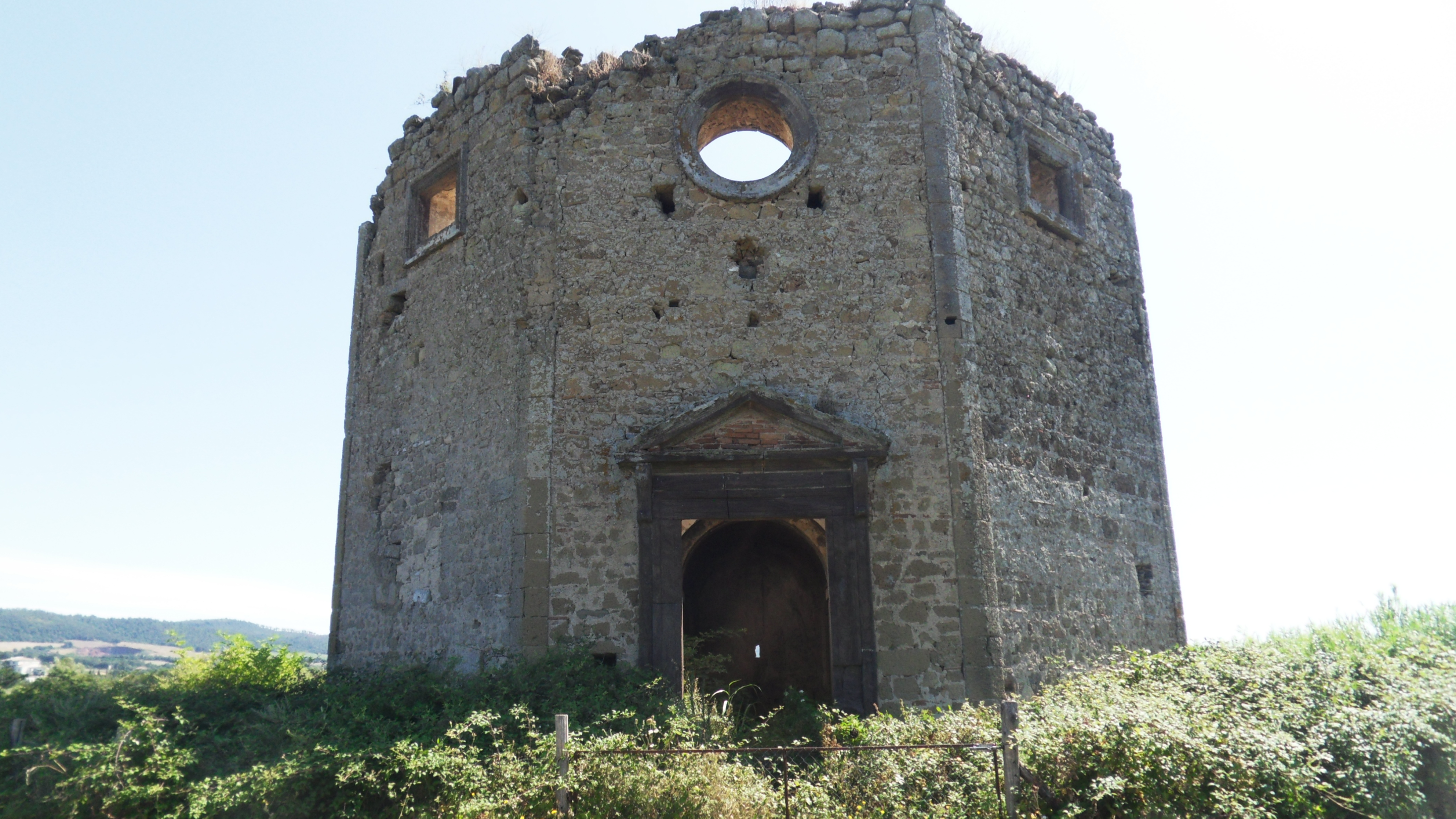
Vista frontale di San Giovanni in Val di Lago

La chiesa di San Giovanni in Val di Lago è posta aperta campagna in prossimità della sponda settentrionale del lago di Bolsena, in località Val di Lago, all'interno del territorio comunale di San Lorenzo Nuovo (provincia di Viterbo). La chiesa venne eretta tra il 1563 e il 1590 sui resti di una chiesa più antica dedicata a San Giovanni Battista ad opera dell'architetto Pietro Tartarino, progettista della cattedrale di Montefiascone, che aveva già lavorato in tal senso sotto la guida dell'architetto Alberto da Sangallo.
Secondo un racconto locale San Giovanni Battista apparve ad un fanciullo di nome Nicola Pellegrini il 5 giugno 1563, e il santo gli avrebbe chiesto che fosse ricostruita una chiesa che gli era stata dedicata in precedenza in quel luogo. Il progetto della chiesa a pianta ottagonale trae ispirazione dall'impianto delle chiese a pianta centrale, delle quali esistono esempi nei vicini centri di Montefiascone ed Orvieto e, ad opera di Antonio da Sangallo il Giovane, nell'isola Bisentina.
L'edificio è costituito da un corpo di forma ottagonale e da un presbiterio rettangolare di più modeste dimensioni in confronto all'aula principale. Il progetto iniziale del Tartarino prevedeva una copertura dell'ottagono tramite una cupola costruita in mattoni, ma la soluzione adottata, più semplice ed economica, fu invece una copertura con mezzane e canali sostenuti da una struttura lignea di travicelli e limette di quercia tenuti da cappie, staffe e chiodi di ferro. Lo scultore fiorentino Fernando Fancelli prestò la sua opera nell'adornare l'altare maggiore della piccola chiesa. Il 10 agosto 1569 Fancelli, per la cifra di 29 scudi, promise di realizzare nella parete dietro l'altare, la storia del battesimo di Gesù Cristo. È estremamente probabile che il progetto del Tartarino non prevedesse questa decorazione in quanto lo scultore fu costretto a tamponare il finestrone presente sulla parete dietro l'altare maggiore. Tracce di dipinti murali sono visibili ancora oggi in alcune lunette all'interno del corpo ottagonale, dove si possono scorgere un Cristo benedicente, una colomba dello Spirito Santo ed altre decorazioni.
Intorno al 1800 la festa annuale di San Giovanni e la relativa messa cantata furono trasferite dall'antico luogo della chiesa al paese di San Lorenzo Nuovo, ed essa venne subito trascurata e andò in decadenza, compresa la struttura lignea del tetto per la quale si rese necessario nel 1828 la sua demolizione. La chiesa rappresenta l'edificio meglio conservato di quello che rimane del vecchio borgo di San Lorenzo alle Grotte, posto poco più a sud dell'attuale paese di San Lorenzo Nuovo nei pressi proprio della chiesa di San Giovanni, un tempo abitato e in seguito abbandonato per l'imperversare della malaria e per le continue frane.
La zona, per quanto attualmente sia poco frequentata e piuttosto isolata, nell’antichità costituiva il centro della confluenza dei percorsi che muovevano da Bolsena, Grotte di Castro e San Lorenzo.

### Annotazioni
1. ↑  Nell'estate del 2014 sono iniziati degli scavi per individuare i resti della chiesa più antica già edificata a San Giovanni nello stesso luogo, seguendo le fonti storiche.
2. ↑   Tale evento è commemorato, ancora oggi, con una grande fiera che si svolge ogni 24 giugno a San Lorenzo Nuovo, un paese situato sulla collina sovrastante e che dista dalla chiesa rurale circa 4 km.

### Fonti
1. ↑  Gruppo Archeologico Turan, entry on church.
2. ↑   San Lorenzo Nuovo (VT) La chiesa di San Giovanni in Val di Lago - Tesori del Lazio, su tesoridellazio.it. URL consultato il 24 aprile 2020 (archiviato dall'url originale il 14 giugno 2021).